# Seta 2nd Generation
Le Seta 2nd Generation est un système d'arcade créé par la société Seta en 1994.

## Description
Le Seta 2nd Generation est un système d'arcade lancé après le succès de la première génération de plate-forme créée par la marque.
Il est construit sur une PCB unique, autour du célèbre Motorola 68000, le Toshiba TMP68301 (c'est un M68000 modifié). Le son est géré par un processeur M65C02 (MOS) et une puce audio custom Seta X1-010 PCM,.

## Spécifications techniques

### Processeur
- Toshiba TMP68301 (Motorola 68000 modifié) cadencé à 16,666 666 MHz

### Affichage
- Résolution :
  - 320x224
  - 320x240
  - 376x240
  - 384x224
  - 384x240
- Palette couleurs : 33008

### Audio
- MOS : M65C02
- Puce audio : custom Seta X1-010 PCM cadencé à 16,666 666 MHz
- Capacité : Mono

## Liste des jeux
| Titre                                | Développeur                      | Éditeur | Système             | Genre | Date |
| ------------------------------------ | -------------------------------- | ------- | ------------------- | ----- | ---- |
| Deer Hunting USA                     | Sammy USA                        | Seta    | Seta 2nd Generation |       | 2000 |
| Funcube 2                            | Namco                            | Seta    | Seta 2nd Generation |       | 2001 |
| Funcube 4                            | Namco                            | Seta    | Seta 2nd Generation |       | 2001 |
| Guardians / Denjin Makai II          | Banpresto                        | Seta    | Seta 2nd Generation |       | 1995 |
| Kosodate Quiz My Angel               | Namco                            | Seta    | Seta 2nd Generation |       | 1996 |
| Kosodate Quiz My Angel 2             | Namco                            | Seta    | Seta 2nd Generation |       | 1997 |
| Mobile Suit Gundam: EX Revue         | Banpresto / Sotsu Agency Sunrise | Seta    | Seta 2nd Generation |       | 1994 |
| Penguin Brothers                     | Subsino                          | Seta    | Seta 2nd Generation |       | 2000 |
| Puzzle De Bowling                    | Nihon System / Moss              | Seta    | Seta 2nd Generation |       | 1999 |
| Reel'N Quake                         | Seta                             | Seta    | Seta 2nd Generation |       | 1997 |
| Trophy Hunting: Bear & Moose         | Sammy USA                        | Seta    | Seta 2nd Generation |       | 2002 |
| Turkey Hunting USA                   | Sammy USA                        | Seta    | Seta 2nd Generation |       | 2001 |
| Wakakusamonogatari Mahjong Yonshimai | Maboroshi Ware                   | Seta    | Seta 2nd Generation |       | 1996 |
| Wing Shooting Championship           | Sammy USA                        | Seta    | Seta 2nd Generation |       | 2001 |